# The Who's Tommy
The Who's Tommy és un musical rock amb música i lletra de Pete Townshend i un llibret de Townshend i Des McAnuff. Està basada en l'òpera rock Tommy de The Who de 1969.

## Produccions
El musical es va estrenar a La Jolla Playhouse de San Diego, Califòrnia, l'1 de juliol de 1992. El debut a Broadway va ser al St. James Theatre el 29 de març de 1993, amb 27 prèevies del 10 d'abril. L'espectacle es va estrenar oficialment el 22 d'abril de 1993 i es va tancar el 17 de juny de 1995, després de 899 representacions. Produït per Sir George Martin i dirigit per Des McAnuff, amb coreografia de Wayne Cilento, el repartiment original incloïa Michael Cerveris (Tommy), Marcia Mitzman (Mrs. Walker), Jonathan Dokuchitz (Captain Walker) i Cheryl Freeman (The Gypsy / Acid Queen), a més d'un conjunt que incloïa a Alice Ripley, Christian Hoff, Norm Lewis, Paul Kandel, Tracy Nicole Chapman, Michael Gardner i Sherie Rene Scott.. Posteriorment, l'obra va ser produïda per diverses companyies de gira per Amèrica del Nord i Europa.
Aquest musical va inspirar la producció de Data East d'una màquina de pinball anomenada The Who's Tommy Pinball Wizard, que va utilitzar música, efectes sonors i obres d'art a partir de la producció original de Broadway.
Una producció canadenca es va obrir al Elgin Theatre de Toronto l'1 de març de 1995, i va representar-se durant tot l'any. La producció va comptar amb un elenc complet de canadencs, i el personatge principal de Tommy va ser interpretat per Tyley Ross.
Un cop finalitzada la carrera de Toronto, la producció va anar a una gira canadenca.
Una producció es va produir al West End al Shaftesbury Theatre des del 5 de març de 1996 fins al 8 de febrer de 1997, amb Paul Keating (Tommy) i Kim Wilde (Mrs. Walker).
El repartiment original de Broadway va realitzar un concert de reunió de benefici només una nit al August Wilson Theatre de la ciutat de Nova York el 15 de desembre de 2008. Produït per The Path Fund / Rockers a Broadway, el concert va ser un benefici per a Broadway Cares / Equity Fights AIDS, el Broadway Dreams Foundation i la Bachmann-Strauss Dystonia i Parkinson Foundation.
Des McAnuff va reviure el musical al Stratford Festival of Canada des del 4 de maig fins al 19 d'octubre de 2013 al teatre Avon de Stratford, Ontario.
Aria Entertainment i Greenwich Theatre van reviure l'espectacle a Londres al Greenwich Theatre des del 29 de juliol fins al 23 d'agost de 2015.
Una nova producció de New Wolsey Theatre, Ipswich (en coproducció amb Ramps on the Moon) va començar una gira el març del 2017 a Ipswich abans de dirigir-se a Nottingham Playhouse, West Yorkshire Playhouse, Birmingham Repertory Theatre, Theatre Royal Stratford East i Sheffield Theatres. Estava dirigida per Kerry Michael i comptava amb Peter Straker, membre original del repartiment del West End, com a Acid Queen (després d'interpretar anteriorment al Narrador).
Una producció amb Andy Mientus com Tommy es va estrenar el 27 d'abril de 2018 al Denver Center for the Performing Arts.
Una producció limitada es va obrir al Kennedy Center for the Performing Arts el 24 d'abril de 2019. La producció va protagonitzar Casey Cott com Tommy, Christian Borle com a Captain Walker, i Mandy Gonzalez com a Mrs. Walker. La producció va transcórrer finseal 29 d'abril de 2019.
Un revival a Broadway del musical s'estrenarà el 2021, en una producció dirigida per Des McAnuff.

## Argument
Tingueu en compte que hi ha diverses diferències argumentals entre l'àlbum, la pel·lícula i la producció escènica, tot i que la història general és en gran manera la mateixa.

### Pròleg
Es presenta un muntatge inaugural de Londres, a partir del 1940 amb la reunió inicial i després el matrimoni dels Walkers. Enmig de la Segona Guerra Mundial, el marit, el capità Walker, salta en paracaigudes a Alemanya, on és capturat com a presoner de guerra pels nazis ("Overture"). De tornada a Londres, als jardins Heathfield, el germà del capità, Ernie, lliura un paquet d'atenció a l'embarassada Mrs Walker tot just quan dos oficials arriben a la llar per anunciar la desaparició i la presumpta mort del seu marit ("Captain Walker").

### Acte I
L'any següent, dues infermeres donen una cura suaument a la senyora Walker al seu fill recent nascut, Tommy; més tard, el 1945, les tropes nord-americanes alliberen el campament de presoners de guerra on es troba el capità Walker, proclamant el final de la guerra ("It's a Boy" / "We've Won"). Des de llavors, la senyora Walker ha assolit un nou amant, i celebren el seu vint-i-primer aniversari i discuteixen el matrimoni junt amb un Tommy de quatre anys ("Twenty-One"). Per a la seva sorpresa, el capità Walker entra a la casa i esclata una baralla entre el capità Walker i l'amant. La senyora Walker allunya Tommy, però veu que el seu pare dispara l'amant a la mort a través d'un gran mirall. El capità i la senyora Walker s'abracen, però aviat s'adonen del que Tommy ha estat testimoni i el sacsegen violentament, dient-li que no veia ni escoltava res ("What about the Boy"). Arriba la policia; Tommy simplement es mira en silenci. Un narrador —el jo més gran de Tommy— apareix al públic, introduint i emmarcant la història de la seva infantesa excepcional (" Amazing Journey ").
El capità Walker és jutjat per assassinat, però no és culpable per motius de defensa pròpia. No obstant això, Tommy no celebra l'alliberament del seu pare i la seva família ràpidament s'adona que aparentment ha quedat sord, mut i cec. Els pares de Tommy eln sotmeten a una bateria de proves mèdiques per a res ("Sparks"). Als deu anys, l'estat sense resposta de Tommy continua sent inalterat ("Amazing Journey - Reprise"). Els Walkers van a l'església i acullen un sopar familiar nadalenc, tot i que la família no té coneixement que Tommy no sap que és Nadal ni n'entén la seva importància ("Christmas"). Tothom queda atordit quan Tommy respon només al seu oncle Ernie que toca la trompa. El senyor Walker, en un desesperat intent d'arribar al seu fill, crida" Tommy, em pots escoltar? "Diverses vegades. El Tommy gran, només visible pel petit Tommy, que continua mirant-se al mirall, li canta ("See Me, Feel Me").
The Walkers deixen a Tommy amb un gran nombre de cangurs viciosos, inclosos l'oncle Ernie alcohòlic i maltractador sexual ("Do You Think It's Alright?" i "Fiddle About"), així com el seu sàdic cosí Kevin, ("Cousin Kevin"). El cosí Kevin i els seus amics porten Tommy a un club juvenil on, per sorpresa de tothom, Tommy juga el brillant pinball ("Sensation"). Mentrestant, un altre metge, un psiquiatre, torna a fer proves a Tommy sense èxit ("Sparks - Reprise"). El desesperat capità Walker és abordat per The Hawker i l'Harmonica Player ("Eyesight to the Blind") que prometen una cura miraculosa per a Tommy. Porten el jove Tommy a l'Illa dels gossos per trobar una prostituta anomenada The Gypsy, que intenta convèncer el capità Walker perquè la deixi passar un temps sola amb Tommy, introduint-lo a les drogues ("The Acid Queen"). Horroritzat pels seus mètodes, el capità Walker agafa a Tommy. Cap al 1958, Tommy s'ha convertit en un expert en el pinball mentre que el cosí Kevin i un grup d'adolescents que esperen l'aparició de Tommy, de 17 anys, a la sala d'atraccions, on ha començat el seu ascens a la popularitat local ("Pinball Wizard").

### Acte II
Cap al 1960, Tommy s'ha convertit en el campió local de pinball i l'heroi dels veïns del barri ("Underture"). El capità Walker persisteix sense èxit a la recerca de metges i una cura per a Tommy ("There's a Doctor" i "Go to the Mirror!"). Un metge descobreix que els sentits de Tommy funcionen però no a un nivell conscient de si mateix o obertament expressiu. Al carrer, un grup de matons locals envolten Tommy (" Tommy, Can Hear Me? ") I el porten a casa. Els Walkers, al final de si mateixos, s'enfronten apassionadament entre ells per intentar reconciliar-se i enfrontar-se a la realitat que Tommy mai no podria ser guarit ("I Believe My Own Eyes"). El capità Walker deixa a la senyora Walker amb Tommy. el mirall en blanc mentre la seva mare intenta desesperadament arribar-li per última vegada abans de colpejar el mirall amb ràbia ("Smash the Mirror"). Amb el mirall a trossos, Tommy es torna sobtadament lúcid i interactiu per primera vegada des dels quatre anys, i surt de casa ("I'm Free"). Entre 1961 i 1963, la notícia de la guarició miraculosa de Tommy rep gran atenció dels mitjans ("Miracle Cure"), Tommy és convertit en un ídol pel públic i la premsa ("Sensation – Reprise"), i apareix a estadis jugant a pinball amb un casc que el deixa cec guanyat ("Pinball Wizard – Reprise"). L'oncle Ernie intenta capitalitzar l'estrellat de Tommy, venent records per a una gran festa d'inauguració del nou parc de vacances de Tommy, resultant en una mena de culte a Tommy ("Tommy's Holiday Camp"). Aquella nit, una fan adolescent anomenada Sally Simpson cau de l'escenari quan intentava tocar a Tommy i és maltractada pels guàrdies ("Sally Simpson"). Tommy, horroritzat, atura l'espectacle i tendeix a Sally. Diu que n'ha tingut prou i decideix tornar a casa.
Conscient de com ha quedat atrapat en la celebritat que s'ha convertit, Tommy desitja fer alguna cosa a canvi dels seus fanàtics i els convida a tots a tornar a casa seva ("Welcome"). Un cop allà, la població d'aficionats continua creixent, tot i que Tommy generosament, però ingènuament, els vol acollir a tots per igual. Sally llavors pregunta a Tommy com pot ser més semblant a ell i menys com ella mateixa ("Sally Simpson's Question"). Està confós i insisteix que no hi ha cap motiu perquè ningú sigui com ell, quan tots els altres ja tenen els dons sorprenents que van ser privats de la major part de la seva vida. De sobte s'adona que havia pensat que la seva fama provenia de la seva recuperació miraculosa, quan de fet va sorgir a causa del desig dels fans d'un líder espiritual, amb l'esperança de poder comunicar saviesa des de la seva experiència de no poder escoltar, veure ni parlar durant tant de temps. Ara, desencantats amb el seu heroi per no haver-los proporcionat les respostes que volien escoltar, la multitud s'enfada amb ràbia i, finalment, marxen ("We're Not Gonna Take It"), deixant a Tommy només amb la seva família que l'envolta. Tommy sent la veu del seu jo de deu anys des del mirall ("See Me, Feel Me") i, per un moment, davant l'horror de la seva família, sembla que torna a la seva vella situació. En lloc d'això, es dirigeix a la seva família, a qui ha ignorat durant la seva aturada, i els abraça en acceptació, abans que es reuneixi climàticament amb els seus més petits en escena ("Listening to You/Finale").

## Personatges
Principals
- Tommy, entre 16 i 25 anys, jove geni del pinball. Tenor
- Captain Walker, entre 25–35, el pare culpable de Tommy. Tenor.
- Mrs. Walker, entre 18–30, la mare cansada de Tommy. Mezzo-soprano pop

Altres Tommys
- Tommy, entre 3–7: Tommy nen
- Tommy, entre 8–12: preadolescent Tommy

Altres
- Cousin Kevin, entre 15–20, cosí de Tommy. Un jove brètol molest. Baríton.
- Uncle Ernie, entre 30–45, l'oncle pervertit de Tommy.
- The Lover, entre 25–30, amant de la senyora Walker, assassinat pel Captain Walker
- The Hawker, entre 20–50, un home de carrer. Baríton
- The Acid Queen, entre 20–35, narcotraficant i prostituta.
- The Specialist, entre 30–50, un metge molt modern que té noves teories sobre com curar Tommy. Baríton.
- Sally Simpson, entre 13–20, una adolescent. Soprano.

## Cançons
| Acte I - "Overture" – Company - "Captain Walker" – Officers - "It's a Boy" / "We've Won" – Nurses i Mrs. Walker / Captain Walker i Allied Soldiers - "Twenty-One" / "What About the Boy?" – Mrs. Walker i Boyfriend / Captain Walker i Mrs. Walker - "Amazing Journey" – Tommy - "Courtroom Scene" – Judge - "Sparks" – Instrumental - "Amazing Journey" (Reprise) – Tommy - "Christmas" / "See Me, Feel Me" – Captain Walker, Mrs. Walker, Minister, Minister's Wife i Conjunt / Tommy - "Do You Think It's Alright?" – Captain Walker i Mrs. Walker - "Fiddle About" (música i lletres de John Entwistle) – Uncle Ernie i Conjunt - "See Me, Feel Me" (Reprise) – Tommy - "Cousin Kevin" (música i lletres de John Entwistle) – Cousin Kevin i Conjunt - "Sensation" – Tommy i Conjunt - "Sparks (Reprise)" - "Eyesight to the Blind" (lletres de Sonny Boy Williamson II, música i lletres addicionals de Pete Townshend) – Hawker, Harmonica Player i Conjunt - "The Acid Queen" – The Gypsy - "Pinball Wizard" – Local Lads, Cousin Kevin i Conjunt | Acte II - "Underture (Entr'acte)" – Conjunt - "It's a Boy (Reprise)" / "There's a Doctor" – Captain Walker i Mrs. Walker - "Go to the Mirror!" / "Listening to You" – Specialist, Specialist's Assistant, Captain Walker i Mrs. Walker / Tommy, Tommy (Age 10) i Tommy (Age 4) - "Tommy, Can You Hear Me?" – Local Lads - "I Believe My Own Eyes" – Captain Walker i Mrs. Walker - "Smash the Mirror" – Mrs. Walker - "I'm Free" – Tommy - "Streets of London 1961–3 (Miracle Cure)" – News Vendor i Local Lads - "Sensation (Reprise)" – Tommy i Conjunt - "I'm Free" (Reprise) / "Pinball Wizard" (Reprise) – Tommy i Companyia - "Tommy's Holiday Camp" (música i lletres de Keith Moon) – Uncle Ernie - "Sally Simpson" – Cousin Kevin, Security Guards, Sally Simpson, Mr. Simpson i Mrs. Simpson - "Welcome" – Tommy i Conjunt - "Sally Simpson's Question" – Sally Simpson, Tommy - "We're Not Gonna Take It" – Tommy i Conjunt - "See Me, Feel Me" (Final Reprise) / "Listening to You" (Reprise) – Tommy i Companyia |

## Premis i nominacions

### Producció original de Broadway
| Any  | Premi               | Categoria                               | Nominat                             | Resultat  |
| ---- | ------------------- | --------------------------------------- | ----------------------------------- | --------- |
| 1993 | Premis Tony         | Millor musical                          | Millor musical                      | Nominat   |
| 1993 | Premis Tony         | Millor llibret                          | Pete Townshend i Des McAnuff        | Nominat   |
| 1993 | Premis Tony         | Millor actor de repartiment de musical  | Michael Cerveris                    | Nominat   |
| 1993 | Premis Tony         | Millor actor de repartiment de musical  | Paul Kandel                         | Nominat   |
| 1993 | Premis Tony         | Millor actriu de repartiment de musical | Marcia Mitzman                      | Nominat   |
| 1993 | Premis Tony         | Millor direcció de musical              | Des McAnuff                         | Guanyador |
| 1993 | Premis Tony         | Millor coreografia                      | Wayne Cilento                       | Guanyador |
| 1993 | Premis Tony         | Millor banda sonora                     | Pete Townshend                      | Guanyador |
| 1993 | Premis Tony         | Millor escenografia                     | John Arnone                         | Guanyador |
| 1993 | Premis Tony         | Millor vestuari                         | David C. Woolard                    | Nominat   |
| 1993 | Premis Tony         | Millor il·luminació                     | Chris Parry                         | Guanyador |
| 1993 | Premi Drama Desk    | Musical més destacat                    | Musical més destacat                | Nominat   |
| 1993 | Premi Drama Desk    | Orquestracions més destacades           | Steven Margoshes                    | Nominat   |
| 1993 | Premi Drama Desk    | Director de musical més destacat        | Des McAnuff                         | Guanyador |
| 1993 | Premi Drama Desk    | Coreografia més destacada               | Wayne Cilento                       | Nominat   |
| 1993 | Premi Drama Desk    | Escenografia més destacada              | John Arnone i Wendall K. Harrington | Guanyador |
| 1993 | Premi Drama Desk    | Vestuari més destacat                   | David C. Woolard                    | Nominat   |
| 1993 | Premi Drama Desk    | Il·luminació més destacada              | Chris Parry                         | Guanyador |
| 1993 | Premi Drama Desk    | So més destacat                         | Steve Canyon Kennedy                | Guanyador |
| 1993 | Premi Grammy        | Millor album d'espectacle musical       | Sir George Martin                   | Guanyador |
| 1993 | Premi Theatre World | Premi Theatre World                     | Michael Cerveris                    | Guanyador |
| 1994 | Premis Grammy       | Millor àlbum de teatre musical          | Millor àlbum de teatre musical      | Guanyador |

### Producció original de Londres
| Any  | Premi                   | Categoria                                             | Nominat                | Resultat  |
| ---- | ----------------------- | ----------------------------------------------------- | ---------------------- | --------- |
| 1997 | Premis Laurence Olivier | Millor Revival Musical                                | Millor Revival Musical | Guanyador |
| 1997 | Premis Laurence Olivier | Millor Actor de Musical                               | Paul Keating           | Nominat   |
| 1997 | Premis Laurence Olivier | Millor Actuació en un Paper de Repartiment de Musical | James Gillan           | Nominat   |
| 1997 | Premis Laurence Olivier | Millor Director                                       | Des McAnuff            | Guanyador |
| 1997 | Premis Laurence Olivier | Millor Coreògraf teatral                              | Wayne Cilento          | Nominat   |
| 1997 | Premis Laurence Olivier | Millor Escenografia                                   | John Arnone            | Nominat   |
| 1997 | Premis Laurence Olivier | Millor Vestuari                                       | David C. Woolard       | Nominat   |
| 1997 | Premis Laurence Olivier | Millor Il·luminació                                   | Chris Parry            | Guanyador |